# Iring von Reinstein-Homburg
Iring von Reinstein-Homburg (mort le 2 novembre 1265 probablement à Wurtzbourg) est évêque de Wurtzbourg de 1254 à sa mort.

## Biographie
Iring est issu de la Maison de Reinstein (de), une famille ministérielle au service de l'évêché de Wurtzbourg.
Iring est mentionné comme faisant partie du chapitre en décembre 1240 puis de 1241 à 1246 et en 1252 et 1253. En 1241, il est aussi cité comme prêtre d'Oberschwarzach.
Même si, après la mort de Hermann von Lobdeburg, Iring est élu unanimement et rapidement, son élection est précédée d'un conflit qui se poursuivra ensuite. Henri de Linange, chancelier de l'empereur Guillaume Ier, devait prendre la tête d'un nouvel évêché. L'abbé d'Eußerthal et l'évêque de Constance Eberhard II von Waldburg (de) devaient faire respecter ce vœu en dépit de la volonté du chapitre. Ainsi on tente de l'imposer à Wurtzbourg avec une lettre du pape Innocent IV le 29 août 1253 le soutenant. L'évêque de Mayence Gérard de Dhaun (de) soutient l'élection d'Iring et sa légalité. Cet évêque est alors excommunié. Finalement le pape Alexandre IV accepte l'élection d'Iring. Henri de Linange n'abandonne pas et chasse Iring en mai 1255. Le 4 janvier 1256, des cardinaux arrivent et décident en présence d'Iring et de représentants de Henri de soutenir le choix du chapitre pour Iring. Ce dernier revient à Wurtzbourg le 31 juillet 1256.
Iring doit d'abord faire avec l'autonomie de la ville accordée par Henri de Linange. Il la négocie pour signer la Ligue des villes du Rhin. En 1261, des conflits de compétences apparaissent entre l'évêque et la ville, réglées par les médiateurs du chapitre et les comtes de Rieneck et de Castell. Néanmoins en 1265, une émeute éclate entre divers partis de la ville. Grâce à la médiation d'Albert le Grand, un traité de paix est signé le 26 août 1265.
Avec ses voisins, Iring entretient des relations pacifiques. En 1258, il obtient la suzeraineté sur les possessions de Heinrich von Waltrams, ministériel pour Wurtzbourg, à Weitnau, dans l'Allgäu.
Iring inaugure le 24 septembre 1256 l'autel Saint-Georges dans le schottenkloster de Wurtzbourg. En 1262, le pape Urbain IV le nomme protecteur de l'abbaye Saint-Jacques de Ratisbonne. De même, l'ordre mendiant des Augustins vient dans la ville de Franconie.
Le pape Urbain IV lui demande de consacrer Frédéric de Hausen (de) évêque de Chełmno.
Iring von Reinstein-Homburg meurt le 2 novembre 1265, probablement à Würzburg. Sa tombe dans la cathédrale de Wurtzbourg a aujourd'hui disparu.

## Source, notes et références
- (de) Cet article est partiellement ou en totalité issu de l’article de Wikipédia en allemand intitulé « Iring von Reinstein-Homburg » (voir la liste des auteurs).